# Nouvelle Pangée

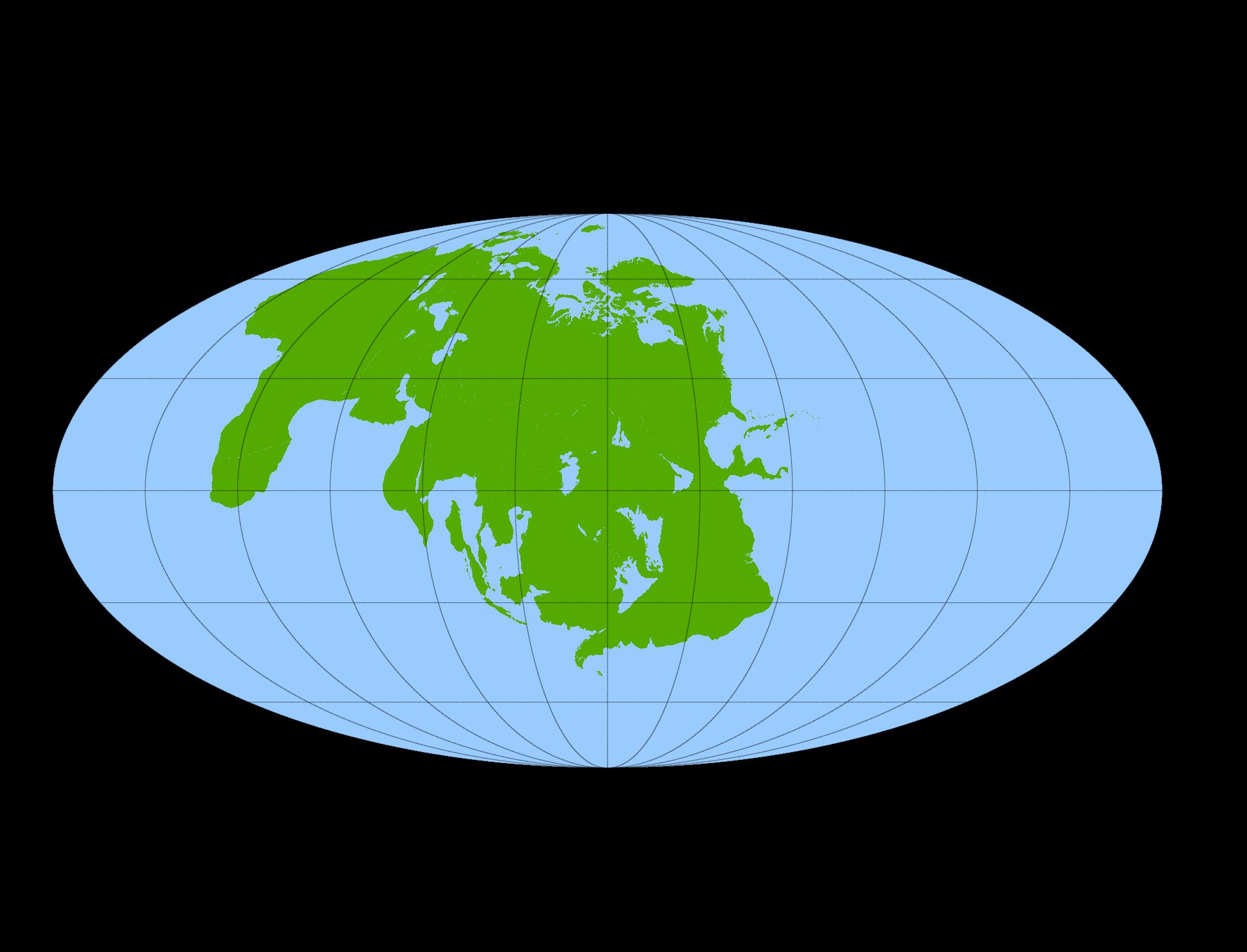
Représentation hypothétique de la nouvelle Pangée.

La nouvelle Pangée est un futur supercontinent hypothétique, proposé par Roy Livermore, à la fin des années 1990. L'auteur postule une fermeture de l'océan Pacifique, un accostage de l'Australie et de l'Asie de l'Est et un mouvement vers le nord pour l'Antarctique.

## La difficulté de la prospective
Le paléontologue Ronald Blakey affirme que les 15 à 100 millions d'années à venir sont, en matière de tectonique, fixés et prévisibles mais qu'aucun supercontinent ne se formera durant cette période. Au-delà, il avertit que l'histoire de la tectonique est pleine de changements inattendus et que les projections dans le futur sont « très très spéculatives ».

## D'autres scénarios
Le scénario de la nouvelle Pangée constitue une alternative à deux autres scénarios que sont, d'une part l'Amasie, et d'autre part la Pangée prochaine, cette dernière proposée par Christopher Scotese. Ces trois hypothèses (Amasie, Pangée prochaine et nouvelle Pangée) ont été présentées dans un article du journal New Scientist en 2007.

## Utilisations détournées
La nouvelle Pangée apparaît dans le docu-fiction Le futur sera sauvage (The Future Is Wild).